# 1121 en santé et médecine
| Années de la santé et de la médecine : 1118 - 1119 - 1120 - 1121 - 1122 - 1123 - 1124    |
| Décennies de la santé et de la médecine : 1090 - 1100 - 1110 - 1120 - 1130 - 1140 - 1150 |

Cet article présente les faits marquants de l'année 1121 en santé et médecine.

## Fondations
- Construction d'un hôpital sur l'île San Clemente à Venise[1].
- L'hospice de Bagas, sur la Via Tolosana, est rattaché  à l'hôpital Sainte-Christine du Somport, établissement que, dans son Guide du pèlerin, Aimery Picaud décrira comme « l'une des trois colonnes nécessaires entre toutes instituées par Dieu en ce monde pour soutenir ses pauvres[2] ».
- Première mention, dans la région de Bologne en Italie, du castrum à proximité duquel jaillissent les eaux qui justifieront, à partir du XIIIe siècle, le développement de la station thermale des « Bagni della Porretta[3] ».
- Avant 1121 : fondation d'une maison-Dieu à Mormant dans le diocèse de Langres, pour accueillir « les personnes démunies et les pèlerins allant sur les chemins[4] ».
- 1121-1122 : fondation de léproseries à Riom en Auvergne[5].
- 1121-1145 : construction de l'hôpital Saint-Paul (St. Paul's Hospital) à Norwich, capitale du comté du Norfolk en Angleterre[6].

## Divers
- 1121-1134 : rédaction du Bestiaire de Philippe de Thaon qui contient la première occurrence connue du mot « médecine », employé sous la forme « medicine » et au sens de « médicament, remède[7] ».

## Publications
- 1121-1122 : Avenzoar (1091 ?-1162) rédige un traité « de vulgarisation médicale », le Kitab al-iqtisad fi islah al-anfus wa al-ajsad (« Livre sur la réforme des âmes et des corps »), qui aborde des questions d'hygiène et de pathologie et, en thérapeutique, celle de la dimension psychologique du traitement[8].
- 1121-1162 : Avenzoar (1091 ?-1162) compose son « ouvrage capital », le Teyssir, dont « le titre complet signifie : « Livre de la simplification concernant la thérapeutique et la diététique[8] » ».